# Shunsuke Kikuchi (piłkarz)
Shunsuke Kikuchi (jap. 菊地 俊介 Kikuchi Shunsuke; ur. 4 października 1991) – japoński piłkarz występujący na pozycji pomocnika. Obecnie występuje w Shonan Bellmare.

## Kariera klubowa
Od 2014 roku występował w klubie Shonan Bellmare.